# Szlak rowerowy im. Mieczysława Radwana
 Szlak rowerowy im. Mieczysława Radwana – szlak biegnący głównie na terenie miasta Ostrowiec Świętokrzyski, a w części na terenie gminy Bodzechów o łącznej długości 27 km.
Początek i koniec szlaku rowerowego usytuowany jest na Rynku Denkowskim (rynku dawnego miasta Denkowa) przy figurze św. Floriana i przebiega następującymi ulicami: Ostrowiecką, Topolową, Tomaszów, Stawki Denkowskie, Ogrodową, 11 Listopada, Władysława Sikorskiego, Świerkową, Bałtowską, Zbożową, Gajową, duktem leśnym do ulicy Malinowej, Siennieńską, duktem leśnym do ulicy Gościniec, Miodową, duktem leśnym przez Las Rzeczki, Kasztanową, Kolonię Robotniczą, Henryka Sienkiewicza, Dobrą, Stefana Żeromskiego, Szewieńską → Szewna: Armii Krajowej, Armii Ludowej, Zarzecze, osiedle Widok → Ostrowiec: Winnicę, Opatowską, Stalową → Denkówek → Ostrowiec: Mostową, Spółdzielczą, Rynek Denkowski.